# Rogério Ceitil
Rogério do Rio Ceitil (Vila Franca de Xira, 13 de março de 1937 – 9 de abril de 2025) foi um cineasta português, conhecido por ter realizado as séries policiais Zé Gato e Duarte e Companhia.

## Biografia
Rogério Ceitil iniciou a sua formação de cineasta no final da década de 1960. Muitos dizem que Ceitil antes de se formar como cineasta, trabalhara em jornalismo.[carece de fontes?]
Iniciou a sua actividade como cineasta em 1971 e um ano depois tornou-se membro do Centro Português de Cinema (CPC), onde fez vários filmes e uma série de 13 episódios para a RTP chamada Zé Gato, protagonizada pelo actor Orlando Costa.
Entre 1985 e 1989, produziu e realizou Duarte e Companhia, convencendo a RTP a emitir a série, alcançando assim, a sua fama como cineasta. Ceitil usou alguns métodos peculiares nas filmagens e efeitos sonoros da série. Segundo Rui Mendes, (actor que interpretou Duarte) Rogério Ceitil tinha um pequeno estúdio de audiovisuais em sua casa. Algumas das cenas consistiam em diapositivos, a câmara era colada com fita gomada e os efeitos sonoros dos socos e dos pontapés eram retirados de filmes norte-americanos.
Em 1991-1992, Ceitil trabalhou no departamento de programas infantis e juvenis da RTP,  onde realizou O Bando dos Quatro e a minissérie O Beijo de Judas.
Na década de 2000, fundou a produtora "Rogério Ceitil Audiovisuais". Em 2010, Ceitil produziu e realizou outro programa infanto-juvenil chamado República das Perguntas.
Rogério Ceitil nunca deu entrevistas sobre as suas séries e filmes.
Muitos dos seus trabalhos tiveram a colaboração da Câmara Municipal de Vila Franca de Xira.

## Filmografia parcial (realizador e produtor)
| Filmografia | Filmografia                 | Filmografia            | Filmografia | Filmografia |
| Ano         | Nome                        | Género                 | Actividade  |             |
| ----------- | --------------------------- | ---------------------- | ----------- | ----------- |
| 1975        | Cantigamente , episódio nº4 | Curta-metragem         | Realizador  | [ 2 ]       |
| 1975        | Cartas na Mesa              | Filme                  | Realizador  | [ 3 ]       |
| 1977        | Antes do Adeus              | Filme                  | Realizador  | [ 4 ]       |
| 1979-1980   | Zé Gato                     | Série                  | Realizador  | [ 5 ]       |
| 1985-1989   | Duarte e Companhia          | Série                  | Realizador  | [ 6 ]       |
| 1989        | La madone noire             | Curta Metragem/filme   | Realizador  | [ 7 ]       |
| 1992        | O Bando dos Quatro (RTP)    | Série Infantil/juvenil | Realizador  | [ 7 ]       |
| 1992        | O Beijo de judas (RTP)      | Minissérie             | Realizador  | [ 7 ]       |
| 2010        | República das Perguntas     | Série Infantil/juvenil | Realizador  | [ 8 ]       |

## Prémios
- Filme Antes do Adeus - Menção Honrosa atribuída pelo júri do "XXI Festival Internacional do Filme de Autor" de San Remo, Itália.[4][9]